# Inside Moebius
Inside Moebius es una obra de Jean Giraud (1938-2012), editada en seis entregas por primera vez en Francia (Stardom 2004-2010), y publicada en España por Norma Editorial conjuntamente con Moebius Productions, recogida en tres volúmenes (2008-2011).

## Creación, y trayectoria editorial
Jean Giraud Moebius realizó Inside Moebius de 2000 a 2006, y el resultado fue publicado originalmente en Francia por Stardom. 
Con un trazo espontáneo y directo la historia es un viaje iniciático con el que el autor pretende tomar conciencia de sus actos en relación con su propia obra, y para ello busca conseguirlo entablando conversaciones con sus propios personajes para desentrañar el misterio. Probablemente es la obra más personal de Moebius teniendo en cuenta el protagonismo que adquiere en la trama, tanto su yo actual como los de otras épocas.
Jean Giraud-Moebius falleció en 2012 e Inside Moebius pasó a convertirse en una obra cumbre de Bande Dessinée y el cómic internacional.

## Sinopsis
La acción transcurre en el Desierto B y la evolución de la historia se va definiendo según Moebius conversa con sus personajes y sus otros “yos”, en la trama. Tras un primer diálogo inicial con su mujer Isabelle la historia comienza cuando Moebius, tras dejar la marihuana, decide encontrarse con los personajes que él ha creado a lo largo de su trayectoria artística; Blueberry, Mayor Fatal, Arzak y Mayor Fatal entre otros. En los diferentes capítulos Jean Giraud Moebius expondrá reflexiones políticas y sociales y nos adentrará en la propia realización de su trabajo, en la creación de sus historias y personajes.

## Créditos
Guion y dibujos: Jean Giraud Moebius
Color: Olivier, Stéphane Peru, Juliette Meunier y Moebius.
Traducción de la versión española: Eva de Miguel y Dominique Mirambeau.